# Alexandru Lungu
Alexandru Lungu (n. 13 aprilie 1924, Cetatea Albă, Județul Cetatea-Albă, România – d. 24 iunie 2008, Bonn, Germania) a fost un medic endocrinolog, grafician, pictor și poet român.

## Activitatea medicală
A absolvit Facultatea de Medicină din București în 1949 și și-a susținut doctoratul cu o temă referitoare la reglarea hormonală a acțiunii dinamice specifice. Ca cercetător la Institutul de Endocrinologie al Academiei Române, a publicat lucrări referitoare la acțiunea hormonului epifizar, a extractului de hipofiză posterioară, asupra efectelor metabolice ale adrenalinei ș.a. A devenit șef al secției endocrino-ecologice la același institut și, din 1961, s-a consacrat studiului bioritmurilor endocrine și biometeorologiei. Pe lângă numeroase comunicări științifice și articole în reviste de specialitate, a publicat volumele Sănătatea și evenimentele atmosferice (1966), Orologiile biologice (1968) și, împreună cu Ștefan Milcu, Hormonii și viața (1965). În toamna anului 1973 se stabilește în Germania, unde lucrează doi ani într-o clinică de boli interne, iar apoi, timp de 14 ani, împreună cu soția sa, Micaela Lungu, în propriul cabinet medical la Raubach în Westerwald, după 1989 mutându-se la Bonn.

## Activitatea artistică
Alexandru Lungu s-a impus și printr-o activitate artistică cu ample rezonanțe, poet, pictor și grafician. Ca poet a debutat timpuriu, la 16 ani, în revista Prepoem. În perioada 1940-1941 a scos la Buzău împreună cu Ion Caraion, Caietele de poezie Zarathustra, semnând și poemul Fata din brazi. Între cei care publică în Caiete îl găsim și pe poetul Ion C. Pena. Numele poetului a început să fie cunoscut după 1945, când i s-a decernat premiul de poezie "Ion Minulescu" pentru volumul Ora 25. În juriul de premiere s-au aflat Vladimir Streinu, Claudia Milian, Adrian Maniu, Șerban Cioculescu și Perpessicius. Până în 1947 e prezent cu versuri și publicistică literară în diferite reviste ca Revista Fundaților Regale, Curentul literar, Lumea, Claviaturi, Fapta ș.a. După o tăcere impusă de aproape 20 de ani, reintră în actualitatea literară cu volumul Dresoarea de fluturi (1968), urmat de Timpul oglinzilor (1968), Altceva decât umbra (1969), Ninsoarea neagră (1970), Armura de aer (1973), cu nostalgii simboliste și un modernism moderat, cerebral, autorul folosind uneori caligrame.
Vocația sa pentru poezie este dublată de o pasiune la fel de vie pentru desen și pictură. În Germania, a inițiat colecția Semn (1980) în care i-au apărut mai multe plachete de versuri. Poezia sa dobândește noi orizonturi și tonalitățile unei fecunde inițieri spirituale. Colaborează constant la revistele Ethos și Limite din Paris, Micron din Los Angeles. În 1989 publică volumul Pardes cu 1393 versuri și 9 cromografii. Din 1990 editează, împreună cu Micaela Lungu, caietul de poezie și desen Argo, la care au colaborat scriitori români din afara granițelor României.
După o absență de aproape două decenii, când poezia sa era interzisă în România, revine în peisajul literar din țară prin colaborări la reviste și cu volumele Zariștea din timp (1997), Roua din apocalips (1998), Ochiul din lacrimă, ediție bilingvă româno-germană (1998), Teascul din taină (1999).

## Distincții
- Ordinul național „Pentru Merit” în grad de Cavaler (1 decembrie 2000) „pentru realizări artistice remarcabile și pentru promovarea culturii, de Ziua Națională a României”[4]